# John Cleese

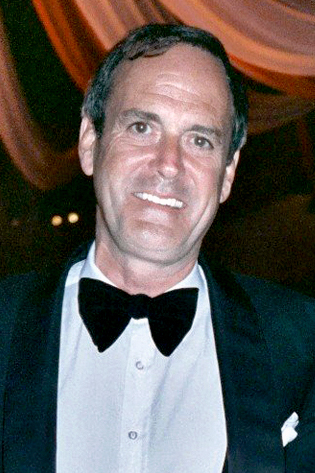
Cleese på Oscarsgalan 1989.

John Marwood Cleese, född 27 oktober 1939 i Weston-super-Mare, Somerset, är en brittisk komiker, skådespelare, manusförfattare, regissör och filmproducent. Cleese är medlem, tillika en av grundarna, av den brittiska komikergruppen Monty Python.

## Biografi
Cleese inledde sin komikerbana som medlem i Cambridge Footlights Revue då han studerade juridik vid Cambridge. Han blev erbjuden arbete som manusförfattare på BBC Radio där han fick arbeta med flera olika program, det mest uppmärksammade var som sketchförfattare för The Dick Emery Show.
John Cleese både medverkade i och skrev manus till den satiriska tv-serien The Frost Report med David Frost som programledare 1966-1967. Det var även många andra av de främsta brittiska komikerna som var med och skrev manus till denna serie, bland andra de framtida Monty Python-medlemmarna Graham Chapman, Eric Idle, Terry Jones och Michael Palin. Det var under den här tiden som dessa utvecklade sina unika skrivarstilar. The Frost Report var så populär att Cleese och Chapman blev inbjudna att arbeta som manusförfattare och skådespelare tillsammans med Tim Brooke-Taylor och Marty Feldman på At Last the 1948 Show. Det var under den här tiden som the Four Yorkshiremen-sketchen skrevs, den som numera är känd som en Monty Python-sketch.
Cleese var (tillsammans med sin exfru Connie Booth) skaparen av TV-serien Pang i bygget (Fawlty Towers) som det gjordes totalt tolv avsnitt av, sex 1975 och lika många 1979.
John Cleese är även en hängiven anhängare av det brittiska partiet Liberaldemokraterna.
I november 2005 fick John Cleese en art i släktet ullmakier, Avahi cleesei, uppkallad efter sig som tack för hans skyddsprojekt för lemurer.
John Cleese medverkade hösten 2009 i en serie svenska reklamfilmer för elektronikkedjan Elgiganten, där han bland annat drev med sin skilsmässa. 2010 började han att arbeta med spelutvecklarna Lionhead Studios och RPG-spelet Fable 3. Han har rollen som den lojale betjänten och rådgivaren Jasper.
John Cleeses far hette ursprungligen "Cheese" i efternamn, men i samband med militärinryckning och för att han var trött på att mobbas för namnet bytte han till "Cleese".

### Privatliv
Sedan 2012 är han gift för fjärde gången med Jennifer Wade. Han har med sin exfru Connie Booth dottern Cynthia Cleese och med Barbara Trentham dottern Camilla.

## Utmärkelser
Asteroiden 9618 Johncleese är uppkallad efter honom.

## Filmografi
| År   | Filmtitel                                                 | Roll                                                    | Noter |
| ---- | --------------------------------------------------------- | ------------------------------------------------------- | --- |
| 1968 | Interlude                                                 | TV Publicist                                            | |
| 1969 | The Magic Christian                                       | Mr. Dougdale (director in Sotheby's)                    | |
| 1969 | The Best House in London                                  | Jones                                                   | Okrediterad |
| 1970 | The Rise and Rise of Michael Rimmer                       | Pummer                                                  | Manusförfattare |
| 1971 | Livet é python                                            | Olika roller                                            | Manusförfattare |
| 1971 | The Statue                                                | Harry                                                   | |
| 1973 | Elementary, My Dear Watson                                | Sherlock Holmes                                         | |
| 1974 | Romans med kontrabas                                      | Musikern Smychkov                                       | Manusförfattare |
| 1975 | Monty Pythons galna värld                                 | Olika roller                                            | Manusförfattare |
| 1976 | Sammanträden, förbaskade sammanträden                     | Tim                                                     | Manusförfattare/Exekutiv producent Kort dokumentär |
| 1977 | The Strange Case of the End of Civilization as We Know It | Sherlock Holmes                                         | |
| 1979 | Ett herrans liv                                           | Olika roller                                            | Manusförfattare |
| 1980 | The Secret Policeman's Ball                               | Sig själv Olika roller                                  | |
| 1981 | Mupparnas nya äventyr                                     | Neville                                                 | |
| 1981 | Time Bandits                                              | Gormless Robin Hood                                     | |
| 1982 | Privates on Parade                                        | Major Giles Flack                                       | |
| 1983 | Yellowbeard                                               | Blind Pew                                               | |
| 1983 | Meningen med livet                                        | Olika roller                                            | Manusförfattare |
| 1985 | Silverado                                                 | Langston                                                | |
| 1986 | Ursäkta, vad är klockan?                                  | Mr. Stimpson                                            | Evening Standard British Film Awards Peter Sellers Award for Comedy |
| 1988 | En fisk som heter Wanda                                   | Advokat Archie Leach                                    | Manusförfattare/Exekutiv producent BAFTA Award for Best Actor in a Leading Role Nominerad—Oscar för bästa originalmanus Nominerad—BAFTA Award for Best Original Screenplay Nominerad—Golden Globe Award for Best Actor – Motion Picture Musical or Comedy |
| 1989 | Erik Viking                                               | Halvdan Svarte                                          | |
| 1989 | The Big Picture                                           | Bartender                                               | |
| 1990 | Bullseye!                                                 | Man on the Beach in Barbados Who Looks Like John Cleese | |
| 1991 | Resan till Amerika – Fievel i vilda västern               | Katt A. Strof                                           | Röstroll |
| 1992 | Did I Ever Tell You How Lucky You Are?                    | Berättare                                               | |
| 1993 | Ursäkta, var är arvet?                                    | Raoul P. Shadgrind                                      | |
| 1994 | Mary Shelley's Frankenstein                               | Professor Waldman                                       | |
| 1994 | Djungelboken                                              | Dr. Julius Plumford                                     | |
| 1994 | Svanprinsessan                                            | Jean-Bob                                                | Röstroll |
| 1996 | The Wind in the Willows                                   | Mr. Toad's Lawyer                                       | |
| 1996 | Otäcka odjur                                              | Rollo Lee                                               | Manusförfattare/Producent |
| 1997 | Djungel-George                                            | Gorillan Ape                                            | Röstroll |
| 1998 | In the Wild: Operation Lemur with John Cleese             | Host                                                    | Berättaren |
| 1999 | The Out-of-Towners                                        | Mr. Mersault                                            | |
| 1999 | Världen räcker inte till                                  | R                                                       | |
| 2000 | Isn't She Great                                           | Henry Marcus                                            | |
| 2000 | The Magic Pudding                                         | Albert, The Magic Pudding                               | Röstroll |
| 2001 | Quantum Project                                           | Alexander Pentcho                                       | |
| 2001 | Here's Looking at You: The Evolution of the Human Face    | Berättaren                                              | |
| 2001 | Rat Race                                                  | Donald P. Sinclair                                      | |
| 2001 | Harry Potter och de vises sten                            | Nästan huvudlöse Nick                                   | |
| 2002 | Harry Potter och Hemligheternas kammare                   | Nästan huvudlöse Nick                                   | Nominerad—Phoenix Film Critics Society Award for Best Ensemble Acting |
| 2002 | Roberto Benigni's Pinocchio                               | The Talking Crickett                                    | Röstroll |
| 2002 | Die Another Day                                           | Q                                                       | Sitt andra framträdande i en James Bond-film, ersätter Desmond Llewelyn som Q i serien tre år efter Llewelyns död år 1999. |
| 2002 | The Adventures of Pluto Nash                              | James                                                   | |
| 2003 | Charlies änglar - Utan hämningar                          | Mr. Munday                                              | |
| 2003 | Scorched                                                  | Charles Merchant                                        | |
| 2003 | Djungel-George 2                                          | Gorillan Ape                                            | Röstroll |
| 2004 | Shrek 2                                                   | Kung Harold                                             | Röstroll |
| 2004 | Jorden runt på 80 dagar                                   | Grizzled Sergeant                                       | |
| 2005 | Valiant och de fjäderlätta hjältarna                      | Mercury                                                 | Röstroll |
| 2006 | Min vän Charlotte                                         | Fåret Samuel                                            | Röstroll |
| 2006 | Man About Town                                            | Dr. Primkin                                             | |
| 2007 | Shrek den tredje                                          | Kung Harold                                             | Röstroll |
| 2008 | Igor                                                      | Dr. Glickenstein                                        | Röstroll |
| 2008 | The Day the Earth Stood Still                             | Dr. Barnhardt                                           | |
| 2009 | Rosa pantern 2                                            | Chief-Inspector Charles Dreyfus                         | |
| 2009 | Planet 51                                                 | Professor Kipple                                        | Röstroll |
| 2010 | Spud                                                      | The Guv                                                 | Awaiting international release |
| 2010 | Legenden om ugglornas rike                                | Spöke                                                   | Röstroll |
| 2010 | Shrek - Nu och för alltid                                 | Kung Harold                                             | Röstroll |
| 2011 | The Big Year                                              | Historical Montage Narrator                             | Röstroll |
| 2011 | Nalle Puhs film - Nya äventyr i Sjumilaskogen             | Berättaren Röstroll                                     | |
| 2012 | God Loves Caviar                                          | McCormick                                               | |
| 2013 | Chalky                                                    | Sig själv                                               | Framträder som sig själv i denna dokumentärfilm om Michael White, producent för Monty Pythons galna gäng. |
| 2013 | Croodarna                                                 |                                                         | Story credit |
| 2013 | Spud 2                                                    | The Guv                                                 | |
| 2013 | Flygplan                                                  | Bulldog                                                 | Röstroll |
| 2015 | Absolutely Anything                                       |                                                         | Röstroll |

## TV

### Huvudroller
- The Frost Report (1966)
- Frost on Sunday
- At Last the 1948 Show (1967)
- Konsten att irritera folk (1968) med Michael Palin, Graham Chapman, Connie Booth och Tim Brooke-Taylor
- Monty Pythons flygande cirkus, (säsong 1-3, 1969–1973)
- Sez Les (1971, 1974)
- Pang i bygget (1975, 1979)
- Whoops Apocalypse (1982)
- BBC Television Shakespeare (1980) som Petruchio i The Taming of the Shrew
- True Stories: Peace in our Time? som Neville Chamberlain
- 2018 – Hold the Sunset (TV-serie)

### Som värd
- The Human Face
- John Cleeses busenkla vinskola[6]
- We Are Most Amused: Master of Ceremonies for a stand-up comedy show celebrating Prince Charles's 60th birthday.

### Gästroller
- The Avengers (1968), gästroll som Marcus Rugman (egg clown-face collector) i episoden Look (Stop Me if You've Heard this One)...
- The Goodies (1973), gästroll som en ande i episoden The Goodies and the Beanstalk
- Pythons prilliga parodier (1979), cameoroll som "Passer-by" i episoden Golden Gordon[7]
- Doctor Who (1979), gästroll som en Art Lover i episoden City of Death som en tjänst för manusförfattaren Douglas Adams
- Mupparna (1977)
- Skål (1987), gästroll (säsong 5, avsnitt 21, Simon Says) som Dr. Simon Finch-Royce för vilken han vann en Emmy Award för bästa skådespelare.
- Last of the Summer Wine (1993), cameoroll i episoden Welcome to Earth.
- 25 Years of Last of the Summer Wine (1997).
- Tredje klotet från solen (1998–2001) - Dr. Liam Neesam.
- Casper & Mandrilaftalen (1999) både som reparatören för den lila Gunrack, och som fotbollstränaren Bosse Bo Johansson.
- Wednesday 9:30 (8:30 Central) (2002) as Red Lansing
- Will & Grace (2003–2004) . recurring character Lyle Finster.
- Talrika reklamfilmer, bland annat för livsmedelskedjan Sainsburys, mellanmålsfirman Ters och en för Stop Smoking-kampanjen.
- Partipolitiska sändningar för Liberaldemokraterna och föregångare SDP-Liberal Alliance.
- I november 2009 reklam, där han medverkar i elektronikkedjan Elgiganten, där han bland annat drev med sin skilsmässa.
- Låten "Don't Mention The World Cup" animerad video spelad på ITV, BBC och Channel 4 News i juni 2006.
- Batteries Not Included
- Entourage - Sig själv, sista avsnittet av säsong 7 (2010).
- Ronnie Corbett's Comedy Britain - Sig själv.
- Whitney - Dr. Grant (2013).

## Röstroller inom datorspel
- Monty Python's Complete Waste of Time (1994) 7th Level
- Storybook Weaver (1994) MECC
- Monty Python & the Quest for the Holy Grail (1996) 7th Level
- Monty Python's The Meaning of Life (1997) Panasonic
- Starship Titanic (1998) Simon & Schuster Interactive — (Krediterad som Kim Bread)
- 007 Racing (2000) Electronic Arts
- The World Is Not Enough (2000) Electronic Arts
- Storybook Weaver Deluxe (2004) MECC, The Learning Company
- James Bond 007: Everything or Nothing (2004) Electronic Arts
- Trivial Pursuit: Unhinged (2004) Atari
- Jade Empire (2005) BioWare (som Sir Roderick Ponce von Fontlebottom the Magnificent Bastard)
- Shrek the Third (2007) King Harold, Narrator
- Fable III (2010) Jasper
- Smart As (2012)
- The Elder Scrolls Online (2014) Sir Cadwell
- Payday 2 (2013) Aldstone
- Raid: World War 2 (2017) Control